# Acariformes
Acariformes é uma superordem de Artrópodes da subclasse Acarina.

## Sistemática e taxonomia
Duas ordens são reconhecidas:
- Trombidiformes Reuter, 1909
- Sarcoptiformes Reuter, 1909

Os Acariformes podem ser divididos em dois clados principais – Sarcoptiformes e Trombidiformes. Além disso, um grupo parafilético contendo formas primitivas, o Endeostigmata, antigamente também era considerado distinto. Este último é composto por apenas 10 famílias de ácaros minúsculos, pouco estudados e de corpo mole que ingerem alimentos sólidos, como fungos, algas, e invertebrados de corpo mole, como nematóidess, rotífeross e tardígradoss. Esses clados eram anteriormente considerados uma subordem, o que não permite contudo uma classificação suficientemente precisa dos ácaros e foi abolido nos estudos mais modernos; considera-se que os Endeostigmata formam uma subordem por si só (a visão antiga) ou estão incluídos principalmente nos Sarcoptiformes, tornando ambos os grupos monofiléticos.  A superfamília Eriophyoidea, tradicionalmente considerada membro dos Trombidiformes, foi considerada como ácaros basais em análises genómicas, irmã do clado que contém Sarcoptiformes e Trombidiformes.